# Мартін Марко Вото
Мартін Марко Вото (ісп. Martin Marco Voto), більш відомий, як Янг Мартін (англ. Young Martin; 5 березня 1931 — 17 червня 2006) — іспанський боксер найлегшої ваги.

## Життєпис
Народився в Мадриді. Боксом захопився, з дитинства спостерігаючи за виступами тогочасних іспанських боксерів, таких як Луїс де Сантьяго та Еусебіо Лібреро. Заняття боксом розпочав у чотирнадцятирічному віці в любительському клубі «Ferroviaria». Аби ім'я молодого боксера звучало, як іноземне, тренер дав йому прізвисько «Янг Мартін» (Молодий Мартін).
У 1948 році вперше взяв участь у чемпіонаті Іспанії, а наступного року став чемпіоном Кастилії. Всього серед любителів провів 28 поєдинків.
У професійному боксі дебютував 4 лютого 1951 року.
9 лютого 1952 року виборов вакантний титул чемпіона Іспанії у найлегшій вазі, перемігши технічним нокаутом Маріано Мура.
13 червня 1953 року здійснив невдалу спробу завоювати вакантний титул чемпіона Європи у найлегшій вазі, поступившись французу Луї Скена.
3 жовтня 1955 року, з другої спроби, таки виборов пояс чемпіона Європи у найлегшій вазі, нокаутувавши валійця Дея Довера. Тричі захищав свій титул у поєдинках проти француза Гі Шатта, італійця Арістіде Поццалі та француза Робера Поллазона, аж доки 4 вересня 1959 року не втратив його, поступившись за очками фінну Рісто Луукконену.
Кульмінацією боксерської кар'єри Мартіна став поєдинок за звання чемпіона світу у найлегшій вазі, який відбувся 7 грудня 1957 року в Буенос-Айресі (Аргентина). У третьому раунді Янг Мартін був нокаутований місцевим боксером Паскуалем Пересом.
У 1962 році завершив боксерську кар'єру. Займався роздрібною торгівлею фруктами. Мешкав у Мадриді, де й помер від раку ободової кишки.